# Spare Page
Unter Spare Page versteht man einen speziellen kleinen Datenbereich (typisch sind 16 oder 64 Byte) bei NAND-Flash-Speichern, welcher zur Speicherung von Zuständen und Zusatzinformationen zu einer Speicherpage verwendet wird.
In einer Spare Page sind üblicherweise folgende Informationen abgelegt:
- eine Fehlerkorrektur-Prüfsumme
- eine Bad-Block-Markierung
- eine "Schreibvorgang begonnen"-Markierung
- eine "Schreibvorgang abgeschlossen"-Markierung